# Boa naturreservat
Boa är ett naturreservat i Falkenbergs kommun i Hallands län.
I reservatet finns ädellövskog med bok och ek. Reservatet är privatägt.